# Trialeti

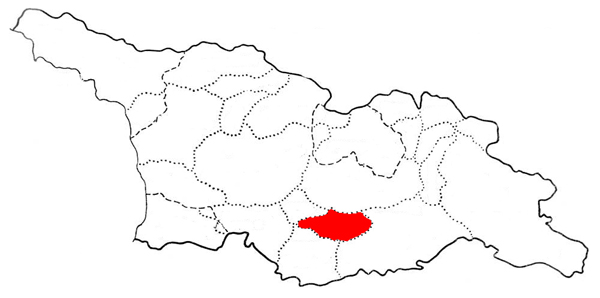
La regione storica di Trialeti in Georgia

Trialeti (in georgiano თრიალეთი?, etim. luogo di nomadismo), in italiano attestato anche come Trialezia o Trelia (quest'ultimo dall'armeno Trely), è una regione storica della Georgia. Nella maggior parte del territorio si sviluppa l'omonima catena montuosa.